# Ahoa
Ahoa est une localité française qui n'a pas le statut de commune mais le statut de village de Wallis-et-Futuna. Le village est situé sur la côte ouest de Wallis, dans le district de Hahake, à quelques kilomètres de Mata-Utu.

## Urbanisme

### Hameaux, lieux-dits et écarts
À Wallis, les villages sont divisés en plusieurs sections (des « classes », kalasi) qui se complètent ou se relaient dans toutes les entreprises collectives et pour l’organisation des cérémonies. Parmi ces kalasi se trouvent des zones résidentielles nommées api.

#### Api
Matakaviki, Siagaotaota.

## Politique et administration

### Liste des chefs de village (folau fakate)
| Période                                  | Période         | Identité         | Étiquette | Qualité |
| ---------------------------------------- | --------------- | ---------------- | --------- | ------- |
| Les données manquantes sont à compléter. |                 |                  |           |         |
| ?                                        | ?               | Leone Laukau     |           |         |
| Les données manquantes sont à compléter. |                 |                  |           |         |
| 2005                                     | ?               | Visesio Tafilagi |           |         |
| ?                                        | 30 janvier 2016 | Sione Initia     |           |         |
| 30 janvier 2016                          | 2017            | Sosefo Galuola   |           |         |
| 2017                                     | ?               | Peato Seuvea     |           |         |
| ?                                        | 2022            | Sione Initia     |           |         |
| 2022                                     | En cours        | Pasikale Seuvea  |           |         |

## Population et société

### Démographie
En 2018, le village de Ahoa compte une population de 436 habitants.

## Culture locale et patrimoine

### Personnalités liées à la commune
- Kapeliele Faupala (1940-), roi d'Uvea, né à Ahoa.